# Puig Moixer
Puig Moixer är en bergstopp i Spanien.   Den ligger i regionen Katalonien, i den östra delen av landet, 600 km öster om huvudstaden Madrid. Toppen på Puig Moixer är 1 443 meter över havet, eller 688 meter över den omgivande terrängen. Bredden vid basen är 12,1 km.
Terrängen runt Puig Moixer är huvudsakligen lite bergig. Runt Puig Moixer är det glesbefolkat, med 8 invånare per kvadratkilometer. Närmaste större samhälle är Agullana, 10,1 km öster om Puig Moixer. I omgivningarna runt Puig Moixer växer i huvudsak blandskog.